# 末澤誠也
末澤 誠也（すえざわ せいや、1994年〈平成6年〉8月24日 - ）は、日本のアイドル、タレント、俳優。男性アイドルグループ・Aぇ! groupのメンバー。愛称はスエ、メンバーからは誠也くん。
兵庫県出身。STARTO ENTERTAINMENT所属。

## 来歴
SMAPファンの母親の影響で何度もコンサートを観に行くうちに木村拓哉に憧れるようになる。母の友人が履歴書をジャニーズ事務所に送り、オーディションを経て2009年4月3日に入所。関西ジャニーズJr.として活動を始める。
その後、大学に入学してからの2年間、雑誌にも松竹座の公演にも出る機会が無くなり、年に数回、ドーム公演など先輩のバックダンサーで人数が必要な時に呼ばれるくらいしか仕事が無い時期があり、その頃はダンスサークルで毎日練習しながらも、ファッション系の仕事に就職しようと、2014年いっぱいでJr.を辞めると決心し、家族に話していた。
同年12月、マネージャーから「最後に屋良朝幸のダンスレッスンを受けに行ってほしい」と言われ、それが『中山優馬 Chapter1 歌おうぜ!踊ろうぜ!YOLOぜ!TOUR 2015』のバックダンサーオーディションであった。合格の知らせを聞いて親に「まだ頑張ってみる！」と伝えた。
2019年2月18日、Aぇ! groupのメンバーに選ばれる。同年12月、舞台・リーディングシアター『キオスク』で初の単独主演をつとめる。
2024年5月15日、Aぇ! groupとしてCDデビュー。入所15年目で事務所史上最年長、29歳8か月でのデビューとなった。
2025年2月18日、個人公式Instagramを開設した。

## 人物
- ダンスは友達と体験レッスンを受けたのがきっかけで小学1年から始め、ヒップホップダンスの先生がタップダンスもやっていたことから[5]小学2年から始めた[13]。大学時代、サークルで踊っていたコンテンポラリーダンスを屋良から評価され、中山優馬の楽曲「舞い、恋」で披露した[7]。本人はあくまで「特技と言っていただきますが、他に書くことがないからプロフィールに載せているだけ」としている[13]。
- グループではメインボーカルを務め[11]、ライブの衣装も担当する[14]。グループの最年長であり、最年少である佐野晶哉とは7歳差[15]。関西ジュニアの後輩たちと一切話すことがなかったことから、「関西の狂犬」と呼ばれている[15][16]。
- 座右の銘はウォルト・ディズニーの「夢を追い続ける勇気がある限り、夢は実現できる」である[5][6]。
- スポーツ歴は、サッカーを小学1年から中学3年、バスケ、陸上は小学4年から6年の間である[17]。
- 高校時代、人間関係が上手くいかず転校を考えていた頃に相談していた先生から勧められ、生徒会長を務めた[18]。
- 3歳上の兄がいる[19]。
- senaというオスのトイプードルを飼っている[19]。

## 出演
グループでの出演はAぇ! group#出演を参照。

### テレビドラマ
- 年下彼氏 第14話（2020年5月23日、朝日放送テレビ） - 主演・観月律 役[20]
- 知ってるワイフ（2021年1月7日 - 3月18日、フジテレビ） - 篠原恭介 役[21]
- ジモトに帰れないワケあり男子の14の事情 第1話・最終話（2021年4月17日・6月19日、テレビ朝日） - 主演・マキト 役[22]
- ボーイフレンド降臨!（2022年10月15日 - 12月17日、テレビ朝日） - 黒瀬顕介 役[23]
- 彼女と彼氏の明るい未来（2024年1月12日 - 2月23日、毎日放送） - 主演・青山一郎 役（関水渚とダブル主演）[24]
- クリエイタードラゴン「真夜中の社内恋愛」（2024年12月24日、日本テレビ）-主演・末澤誠也 役[25]

### 配信ドラマ
- 知ってるシノハラ（2021年1月7日 - 3月18日、FOD） - 主演・篠原恭介 役[26]
- 黒瀬降臨!（2022年11月19日・12月3日、TELASA） - 主演・黒瀬顕介 役[27]

### 映画
- おそ松さん 第2弾（2026年新春公開予定） - 主演・おそ松 役（Aぇ! groupとして主演）[28]

### テレビ番組
- 中川工場（2019年10月4日 - 、NHK総合〈NHK大阪放送局〉）[29][30]
- 2時45分からはスローでイージーなルーティーンで（2021年10月28日 - 2023年9月28日、関西テレビ）- 月1木曜コーナー「DIYってこんなにイージーでAぇ!んですか？」担当[31][32]

### ラジオ番組
- 関西ジャニーズJr.のバリバリサウンド→カンバリ![33]（2019年4月2日[34] - 2025年3月18日[35]、FM大阪） - 正門良規、小島健と共に出演。AmBitiousの3人と週替わりで担当[注 2]。
- Aぇ! group末澤誠也のAぇラジ -ドラマもラジオも熱くしてやるよ-（2024年1月21日、MBSラジオ）[37]

### 舞台
- 少年たち 世界の夢が…戦争を知らない子供たち（2015年8月2日 - 26日、大阪松竹座）[38]
- ドッグファイト（2015年12月11日 - 14日、サンケイホールブリーゼ / 12月17日 - 30日、シアタークリエ / 2016年1月7日・8日、東海市芸術劇場大ホール）[39]
  - ドッグファイト（2017年12月8日 - 11日、サンケイホールブリーゼ / 12月14日 - 30日、シアタークリエ / 2018年1月6日、愛知県芸術劇場大ホール）[40]
- JOHNNYS' Future WORLD（2016年10月8日 - 25日、梅田芸術劇場）[41]
- 滝沢歌舞伎 2018（2018年6月4日 - 30日、御園座）[42]
- スケリグ（2019年1月11日 - 2月11日、DDD青山クロスシアター / 2月14日、松下IMPホール / 2月16日、尾西市民会館 / 2月19日、北國新聞赤羽ホール / 2月23・24日、ルナ・ホール大ホール） - マイケル 役[43][44]
- リーディングシアター『キオスク』（2019年12月25日 - 29日、東京芸術劇場 シアターイースト / 2020年1月18日・19日、兵庫県立芸術文化センター 阪急 中ホール） - 主演・フランツ 役[45]
- 青木さん家の奥さん（2020年1月22日 - 2月2日、東京グローブ座 / 2月13日 - 19日、サンケイホールブリーゼ）[46]
- THE BOY FROM OZ supported by JACCS（2022年6月18日 - 7月3日、東急シアターオーブ / 7月14日 - 7月16日、オリックス劇場） - グレッグ・コンネル 役[47][48]
- ミュージカル『三銃士』（2024年9月8日 - 28日、日生劇場 / 10月4日 - 6日、広島文化学園HBGホール / 10月18日 - 27日、SkyシアターMBS） - ダルタニャン 役[49][50]

### コンサート
- 関西ジャニーズJr. 『X'mas Show 2016』（2016年11月30日 - 12月25日、大阪松竹座）[51][52]
- 関西ジャニーズJr. 春のSHOW合戦（2017年3月4日 - 28日、大阪松竹座）[53]
- 関西ジャニーズJr. Concert 2018 〜Happy New ワン Year〜（2018年1月3日・4日、大阪城ホール）[54]
- マイナビ サマステライブ2023 俺たちがミライだ!!（2023年8月21日、EX THEATER ROPPONGI） - PAISEN応援隊として出演[55][56]

### イベント
- FM OSAKA 55th anniversary リスナー感謝祭〜カンバリ！春のFAN祭り〜（2025年2月7日、大阪城ホール）[57]

### ミュージックビデオ
- KEN☆Tackey
  - 逆転ラバーズ（Dance Video）（2018年）[58]
  - 浮世艶姿桜（Dance Video）（2018年）[58]

### 広告
- ライブパフォーマンスショー『STOMP ストンプ』（2025年8月 - 9月） - 草間リチャード敬太とスペシャルサポーター[59]